# Cryptoprocta spelea
Cryptoprocta spelea é uma espécie de carnívoro extinta nativa de Madagáscar, na família Eupleridae, que está mais intimamente relacionada aos mangustos e inclui todos os carnívoros malgaxes. Foi descrita pela primeira vez em 1902, e em 1935 foi reconhecida como uma espécie separada do seu parente mais próximo, a fossa viva (Cryptoprocta ferox). A C. spelea era maior que a fossa, mas de resto apresentava-se semelhante. Ambas as espécies nem sempre foram aceites como distintas. Quando e como a C. spelea se extinguiu é desconhecido; há alguma evidência anedótica, incluindo relatos de fossas muito grandes, de que há mais de uma espécie sobrevivente.
A espécie é conhecida a partir de ossos subfósseis encontrados numa variedade de cavernas no norte, oeste, sul e centro de Madagáscar. Em alguns locais aparece com restos da espécie C. ferox, mas não há evidências de que as duas espécies viveram nos mesmos lugares em simultâneo. Espécies vivas de carnívoros de tamanho comparável e parentes em outras regiões conseguem coexistir, sugerindo que o mesmo pode ter acontecido com a C. spelea e a C. ferox. A C. spelea teria sido capaz de caçar animais maiores do que o seu parente menor, incluindo os lémures gigantes recentemente extintos.

## Taxonomia
Em 1902, o zoólogo francês Guillaume Grandidier descreveu restos subfósseis de mamíferos carnívoros  encontrados em duas cavernas na ilha de Madagáscar como uma "variedade" maior da fossa (Cryptoprocta ferox) viva, batizando-a como C. ferox var. espeleia. G. Petit, escrevendo em 1935, considerou spelea para representar uma espécie distinta. O paleontólogo Charles Lamberton fez uma revisão dos Cryptoprocta, tanto o subfóssil como a espécie vivente em 1939, e concordou com Petit em reconhecer duas espécies, nomeando esta espécie a partir de um exemplar encontrado na caverna Ankazoabo, perto de Itampolo. O nome específico spelea significa "caverna" e foi dado devido à localização da sua descoberta. No entanto, Lamberton aparentemente tinha no máximo três esqueletos da fossa viva, não o suficiente para perceber toda a gama de variação naquela espécie, e alguns autores posteriores não separaram a C. Spelea de C. ferox como espécie. O biólogo norte-americano Steven Goodman e vários colegas, usando amostras maiores, compilaram outro conjunto de medições do Cryptoprocta que foi publicado num artigo de 2004. Eles descobriram que alguns subfósseis Cryptoprocta caíram fora da faixa de variação da C. ferox, e identificou aqueles como representando C. espeleia. Grandidier não havia designado um espécime tipo para a espécie, e para manter C. spelea como o nome para a forma maior da fossa, Goodman e colegas designaram um espécime para servir como espécime tipo (especificamente, um neótipo).
Lamberton reconheceu uma terceira espécie, Cryptoprocta antamba, com base numa mandíbula (maxilar inferior) com espaçamento anormalmente amplo entre os processos condiloides na parte posterior. Ele também referiu dois fémures (ossos da coxa) e uma tíbia (osso da perna) de tamanho intermediário entre a C. spelea e a C. ferox para esta espécie. O nome específico refere-se ao "antamba", um animal supostamente do sul de Madagáscar descrito por Étienne de Flacourt em 1658 como um grande e raro carnívoro semelhante ao leopardo que come homens e bezerros e vive em áreas montanhosas remotas; este poderá ter sido a C. spelea. Goodman e os seus colegas não conseguiram localizar o material da Cryptoprocta antamba de Lamberton, mas sugeriram que era baseado numa C. espeleia. Juntos, a fossa e a C. spelea formam o género Cryptoprocta dentro da família Eupleridae, que também inclui os outros carnívoros malgaxes — a fanaloka e as espécies do gênero Eupleres e da subfamília Galidiinae. Estudos de sequenciamento de DNA sugerem que os Eupleridae formam um único grupo natural (monofilia) e estão mais intimamente relacionados aos mangustos da Eurásia e da África continental.

## Descrição

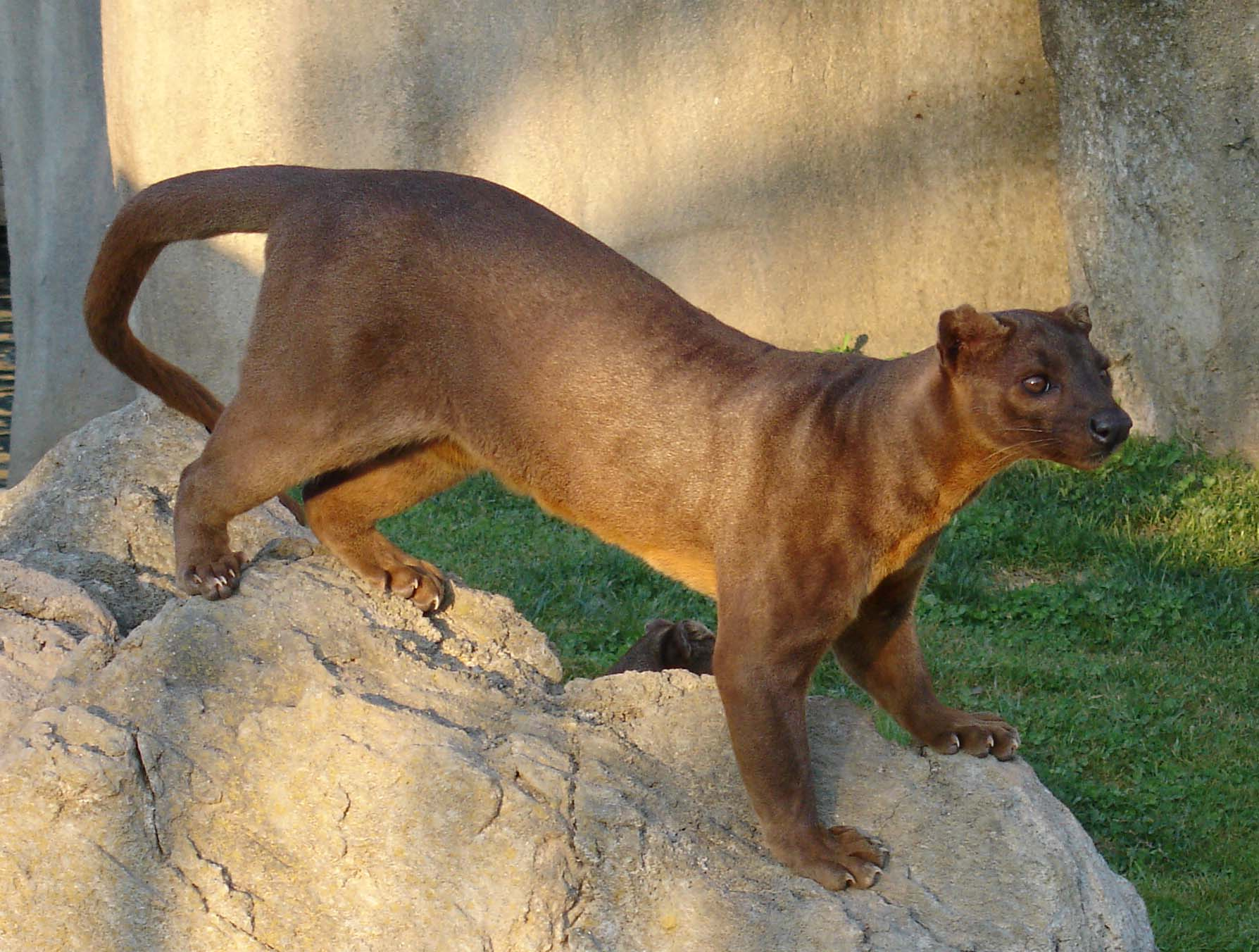
A fossa (Cryptoprocta ferox) é um parente menor da C. spelea que ainda existe

Embora algumas diferenças morfológicas entre as duas espécies de fossa tenham sido descritas, elas podem ser alométricas (relacionadas ao crescimento), e no seu relato da fossa de 1986, Mammalian Species, Michael Köhncke e Klaus Leonhardt escreveram que os dois eram morfologicamente idênticos. No entanto, restos da C. spelea são maiores do que qualquer C. ferox vivo. Goodman e os seus colegas descobriram que as medidas do crânio em espécimes que identificaram como C. spelea foram 1,07 a 1,32 vezes maiores que em C. ferox e as medidas pós-cranianas foram 1,19 a 1,37 vezes maiores. O único exemplar da C. spelea em que o comprimento condilobasal (uma medida do comprimento total do crânio) pôde ser determinado media 153,4 mm, em comparação com um intervalo de 114,5 a 133,3 mm no adulto da espécie C. ferox. O comprimento do úmero (osso do braço) em doze exemplares de C. spelea é de 122,7 a 146,8 milímetros, com média de 137,9 milímetros, em comparação com 108,5 a 127,5 mm, com média de 116,1 milímetros, na fossa existente. As estimativas de massa corporal para a C. Spelea variam de 17 kg a 20 kg, e estava entre os maiores carnívoros da ilha. Em comparação, o adulto da espécie C. ferox varia de 5 kg a 10 kg.

## Distribuição, ecologia e extinção
| Local                                            | spe. | fer. |
| ------------------------------------------------ | ---- | ---- |
| Ampasambazimba                                   |      | +    |
| Ankarana                                         | +    | +    |
| Ankazoabo                                        | +    |      |
| Antsirabe                                        | +    | +    |
| Behova                                           | +    | +    |
| Beloha                                           | +    | +    |
| Belo-sur-Mer                                     | +    | +    |
| Bemafandry                                       | +    |      |
| Betioky                                          | +    |      |
| Lakaton'ny akanga                                | +    |      |
| Lélia                                            |      | +    |
| Manombo                                          | +    | +    |
| Tsiandroina                                      | +    |      |
| Tsiravé                                          |      | +    |
| Abreviaturas: - spe.: C espeleia - fer.: C ferox |      |      |

A espécie Cryptoprocta spelea é o único mamífero carnívoro extinto conhecido de Madagáscar; animais malgaxes recentemente extintos também incluem pelo menos 17 espécies de lémures, a maioria dos quais maiores que as fossas vivas, bem como pássaros elefantes e hipopótamos malgaxes, entre outros. Restos subfósseis da C. Spelea foram encontrados em locais de cavernas do Holoceno do extremo norte de Madagáscar ao longo da costa oeste até ao extremo sul e nas terras altas centrais. Alguns locais apresentaram tanto C. spelea como restos menores referentes à espécie viva, a C. ferox; no entanto, a falta de conhecimento estratigráfico robusto e nenhuma datação por radiocarbono disponível em ossos subfósseis do Cryptoprocta torna incerta a afirmação de se as duas espécies viveram na mesma região em simultâneo. A proporção de tamanho entre as duas espécies está dentro da faixa de proporções observadas entre felídeos e mangustos vivos de tamanho semelhante encontrados nas mesmas áreas, sugerindo que as duas espécies podem ter vivido durante um mesmo período.
Com o seu tamanho grande, mandíbulas e dentes maciços, a C. spelea era um formidável predador "semelhante ao puma" e, além de pequenos lemurídeos, pode ter comido alguns dos grandes lémures subfósseis agora extintos que teriam sido grandes demais para a C. ferox. Nenhuma evidência subfóssil foi encontrada para mostrar definitivamente que os lémures eram as suas presas; esta suposição é baseada na dieta das espécies menores e existentes das fossas. Outras presas possíveis incluem tenrecos, euplerídeos menores e até hipopótamos malgaxes jovens.⁣ A sua extinção pode ter mudado a dinâmica de predação em Madagáscar. Embora não seja conhecido, é possível que a C. spelea tenha sido extinta antes de 1400.
A Lista Vermelha da IUCN atualmente lista a C. spelea como espécie extinta; por que motivo e quando foi extinta permanece desconhecido. No entanto, a população local em Madagáscar geralmente reconhece duas formas de fossa, uma fosa mainty maior (ou "Criptoprocta preta") e uma fosa mena menor (ou "Criptoprocta avermelhada"). Há também alguns registos anedóticos de fossas vivas muito grandes, com uns 2 m de altura e 30 kg em Morondava. Goodman e os seus colegas sugeriram que mais pesquisas podem demonstrar que há mais de uma espécie de fossa ainda viva.